# Peter Orry Larsen
Peter Orry Larsen (Aveiro, 25 febbraio 1989) è un ex calciatore norvegese, di ruolo centrocampista.

## Carriera

### Club
Proveniente dallo Skavøypoll, Orry Larsen ha iniziato la sua carriera professionistica nell'Aalesund. Ha debuttato in Eliteserien il 22 settembre 2007, nella sconfitta in trasferta sul campo del Viking per 3-0: quel giorno, infatti, ha sostituito Trond Fredriksen nei minuti finali. Nel campionato successivo e dopo una serie di apparizioni da subentrante, l'8 giugno 2008 ha disputato il primo match da titolare nella massima divisione locale: è stato appunto impiegato dal primo minuto nella sfida contro il Lillestrøm, in cui l'Aalesund è uscito sconfitto per 3-0. Esattamente la settimana precedente, aveva realizzato la prima rete in campionato per la sua squadra, sancendo il definitivo 3-1 sullo Strømsgodset, davanti ai propri tifosi.
Ha contribuito a far vincere all'Aalesund il Norgesmesterskapet 2009. Questo successo ha permesso alla sua squadra di giocarsi la Superfinalen contro il Rosenborg, l'anno seguente: il club di Trondheim ha avuto la meglio nell'incontro per 3-1, con Orry Larsen che ha realizzato la rete della bandiera per l'Aalesund. Il 29 luglio 2010 ha esordito in Europa League, venendo schierato titolare nella sfida tra Aalesund e Motherwell valida per i preliminari d'accesso alla competizione. Vinse poi il Norgesmesterskapet 2011.
Il 26 luglio 2013 ha rinnovato il contratto che lo legava all'Aalesund per altri tre anni e mezzo. Si è svincolato al termine del campionato 2016.
Il 19 gennaio 2017, il Brann ha ufficializzato sul proprio sito internet l'ingaggio di Orry Larsen, che si è legato al nuovo club con un contratto biennale. Il giocatore ha scelto la maglia numero 7. Ha esordito in squadra in data 7 maggio, schierato titolare nella sconfitta per 2-1 maturata sul campo del Rosenborg. Il 20 maggio ha trovato la prima rete, nella vittoria per 2-3 arrivata in casa del Sogndal. Ha chiuso la stagione a quota 22 presenze e 3 reti, tra campionato e coppe.
Il 3 dicembre 2018, Orry Larsen ha fatto ritorno all'Aalesund, firmando un contratto biennale valido dal 1º gennaio 2019. Il 4 novembre 2020 ha annunciato il ritro dal calcio professionistico al termine del campionato.

### Nazionale
Orry Larsen ha esordito per la Norvegia under 21 il 12 giugno 2008, nella partita contro l'Islanda, conclusasi con una vittoria degli scandinavi per 1-4. Da quel giorno ha collezionato altre 8 presenze, senza mai andare in rete.

## Statistiche

### Presenze e reti nei club
Statistiche aggiornate al 31 dicembre 2020.
| Stagione          | Club              | Campionato        | Campionato | Campionato | Coppe nazionali | Coppe nazionali | Coppe nazionali | Coppe continentali | Coppe continentali | Coppe continentali | Supercoppe | Supercoppe | Supercoppe | Totale | Totale |
| Stagione          | Club              | Comp              | Pres       | Reti       | Comp            | Pres            | Reti            | Comp               | Pres               | Reti               | Comp       | Pres       | Reti       | Pres   | Reti   |
| ----------------- | ----------------- | ----------------- | ---------- | ---------- | --------------- | --------------- | --------------- | ------------------ | ------------------ | ------------------ | ---------- | ---------- | ---------- | ------ | ------ |
| 2004              | Skavøypoll        | 3D                | ?          | ?          | CN              | ?               | ?               | -                  | -                  | -                  | -          | -          | -          | ?      | ?      |
| 2005              | Skavøypoll        | 3D                | ?          | ?          | CN              | ?               | ?               | -                  | -                  | -                  | -          | -          | -          | ?      | ?      |
| 2006              | Skavøypoll        | 3D                | ?          | ?          | CN              | ?               | ?               | -                  | -                  | -                  | -          | -          | -          | ?      | ?      |
| Totale Skavøypoll | Totale Skavøypoll | Totale Skavøypoll | ?          | ?          |                 | ?               | ?               |                    | -                  | -                  |            | -          | -          | ?      | ?      |
| 2007              | Aalesund          | ES                | 2          | 0          | CN              | 0               | 0               | -                  | -                  | -                  | -          | -          | -          | 2      | 0      |
| 2008              | Aalesund          | ES                | 19+1       | 2+0        | CN              | 4               | 0               | -                  | -                  | -                  | -          | -          | -          | 24     | 2      |
| 2009              | Aalesund          | ES                | 28         | 0          | CN              | 5               | 1               | -                  | -                  | -                  | -          | -          | -          | 33     | 1      |
| 2010              | Aalesund          | ES                | 26         | 2          | CN              | 1               | 0               | UEL                | 2                  | 0                  | SN         | 1          | 1          | 30     | 3      |
| 2011              | Aalesund          | ES                | 27         | 3          | CN              | 6               | 0               | UEL                | 4                  | 1                  | -          | -          | -          | 37     | 4      |
| 2012              | Aalesund          | ES                | 18         | 0          | CN              | 1               | 0               | UEL                | 0                  | 0                  | -          | -          | -          | 19     | 0      |
| 2013              | Aalesund          | ES                | 22         | 5          | CN              | 0               | 0               | -                  | -                  | -                  | -          | -          | -          | 22     | 5      |
| 2014              | Aalesund          | ES                | 26         | 5          | CN              | 2               | 0               | -                  | -                  | -                  | -          | -          | -          | 28     | 5      |
| 2015              | Aalesund          | ES                | 25         | 4          | CN              | 2               | 1               | -                  | -                  | -                  | -          | -          | -          | 27     | 5      |
| 2016              | Aalesund          | ES                | 25         | 4          | CN              | 2               | 0               | -                  | -                  | -                  | -          | -          | -          | 27     | 4      |
| 2017              | Brann             | ES                | 18         | 3          | CN              | 2               | 0               | UEL                | 2                  | 0                  | SN         | 0          | 0          | 22     | 3      |
| 2018              | Brann             | ES                | 22         | 5          | CN              | 3               | 1               | -                  | -                  | -                  | -          | -          | -          | 25     | 6      |
| Totale Brann      | Totale Brann      | Totale Brann      | 40         | 5          |                 | 5               | 1               |                    | 2                  | 0                  |            | 0          | 0          | 47     | 6      |
| 2019              | Aalesund          | 1D                | 12         | 1          | CN              | 2               | 0               | -                  | -                  | -                  | -          | -          | -          | 14     | 1      |
| 2020              | Aalesund          | ES                | 22         | 1          | -               | -               | -               | -                  | -                  | -                  | -          | -          | -          | 22     | 1      |
| Totale Aalesund   | Totale Aalesund   | Totale Aalesund   | 252+1      | 27+0       |                 | 25              | 2               |                    | 6                  | 1                  |            | 1          | 1          | 285    | 31     |
| Totale            | Totale            | Totale            | 292+1+     | 35+0+      |                 | 30+             | 3+              |                    | 8                  | 1                  |            | 1          | 1          | 332+   | 40+    |

## Palmarès

### Club

#### Competizioni nazionali
- Coppa di Norvegia: 2

Aalesunds: 2009, 2011